# Powers Boothe
Powers Allen Boothe (Snyder, 1º giugno 1948 – Los Angeles, 14 maggio 2017) è stato un attore statunitense, noto per l'interpretazione del senatore Roark in Sin City (2005) e in Sin City - Una donna per cui uccidere (2014), diretti da Robert Rodriguez.
È stato inoltre uno dei protagonisti delle serie televisive Deadwood, Nashville e Agents of S.H.I.E.L.D., in cui interpretava Gideon Malick, ruolo che aveva già ricoperto nel film The Avengers (2012)

## Biografia
Nato nel 1948, a Snyder, in Texas, figlio di Merrill Vestal Boothe e di Emily Kathryn Reeves, vantava degli antenati tra i Nativi Americani.
Dopo il suo primo ruolo cinematografico in Goodbye amore mio! (1977), apparve in alcuni film degli anni ottanta, ma ottenne il suo maggior successo in televisione. Vinse un Emmy Award come miglior attore per la sua performance nel film TV La tragedia della Guyana (1980). Altro ruolo famoso fu quello del senatore Rourke nel film Sin City (2005) e nel sequel Sin City - Una donna per cui uccidere (2014). Dal 2012 al 2014 fu uno dei protagonisti della serie TV Nashville.
Molto spesso interpretò personaggi d'autorità, militari, agenti governativi o clericali, cui prestò la sua voce dal tono molto grave e profondo.
L'attore morì nel sonno a 68 anni, il 14 maggio 2017, a causa di un infarto, conseguenza di un tumore al pancreas di cui era affetto.

## Vita privata
Era sposato dal 1969 con Pam Cole. La coppia ha avuto due figli.

## Filmografia

### Cinema
- Goodbye amore mio! (The Goodbye Girl), regia di Herbert Ross (1977)
- Cruising, regia di William Friedkin (1980)
- The Cold Eye (My Darling, Be Careful), regia di Babette Mangolte (1980)
- I guerrieri della palude silenziosa (Southern Comfort), regia di Walter Hill (1981)
- Il nido dell'aquila (A Breed Apart), regia di Philippe Mora (1984)
- Alba rossa (Red Dawn), regia di John Milius (1984)
- La foresta di smeraldo (The Emerald Forest), regia di John Boorman (1985)
- Ricercati: ufficialmente morti (Extreme Prejudice), regia di Walter Hill (1987)
- Sapphire Man, regia di Craig Bolotin - cortometraggio (1988)
- Stalingrad, regia di Yuri Ozerov (1989)
- Voyager: The Grand Tour, regia di Carl Colby - cortometraggio (1990)
- Drago d'acciaio (Rapid Fire), regia di Dwight H. Little (1992)
- Gli angeli della morte (Angely smerti), regia di Yuri Ozerov (1993)
- Tombstone, regia di George Pan Cosmatos (1993)
- Blue Sky, regia di Tony Richardson (1994)
- Mutant Species, regia di David A. Prior (1995)
- A rischio della vita (Sudden Death), regia di Peter Hyams (1995)
- Gli intrighi del potere - Nixon (Nixon), regia di Oliver Stone (1995)
- U Turn - Inversione di marcia (U Turn), regia di Oliver Stone (1997)
- Con Air, regia di Simon West (1997) - voce
- Men of Honor - L'onore degli uomini (Men of Honor), regia di George Tillman Jr. (2000)
- Frailty - Nessuno è al sicuro (Frailty), regia di Bill Paxton (2001)
- Sin City, regia di Robert Rodríguez e Frank Miller (2005)
- The Final Season, regia di David M. Evans (2007)
- Mouth of Caddo, regia di Tanner Beard - cortometraggio (2008)
- MacGruber, regia di Jorma Taccone (2010)
- Tattoo, regia di Bill Paxton - cortometraggio (2011)
- The Avengers, regia di Joss Whedon (2012)
- La truffa perfetta (Guns, Girls and Gambling), regia di Michael Winnick (2012)
- Incroci pericolosi (Straight A's), regia di James Cox (2013)
- Sin City - Una donna per cui uccidere (Sin City: A Dame to Kill For), regia di Robert Rodríguez e Frank Miller (2014)

### Televisione
- Skag – serie TV, 6 episodi (1980)
- The Plutonium Incident, regia di Richard Michaels – film TV (1980)
- La tragedia della Guyana (Guyana Tragedy: The Story of Jim Jones), regia di William A. Graham – miniserie TV (1980)
- A Cry for Love, regia di Paul Wendkos – film TV (1980)
- Philip Marlowe, detective privato (Philip Marlowe, Private Eye) – serie TV, 11 episodi (1983-1986)
- Le radici dell'odio (Into the Homeland), regia di Lesli Linka Glatter – film TV (1987)
- Operazione Walker (Family of Spies), regia di Stephen Gyllenhaal – miniserie TV (1990)
- Codice Trinity: attacco all'alba (By Dawn's Early Light), regia di Jack Sholder – film TV (1990)
- Wild Card, regia di Mel Damski – film TV (1992)
- Marked for Murder, regia di Mimi Leder – film TV (1993)
- La mia morte ti ucciderà (Web of Deception), regia di Richard A. Colla – film TV (1994)
- Dalva, regia di Ken Cameron – film TV (1996)
- True Women - Oltre i confini del West (True Women), regia di Karen Arthur – film TV (1997)
- Furtive seduzioni (The Spree), regia di Tommy Lee Wallace – film TV (1998)
- Giovanna d'Arco (Joan d'Arc) – miniserie TV (1999)
- Matrimonio pericoloso (A Crime of Passion), regia di Bill L. Norton – film TV (1999)
- Attila, l'unno (Attila), regia di Dick Lowry – miniserie TV (2001)
- L'uomo dal doppio passato (Second Nature), regia di Ben Bolt – film TV (2003)
- Deadwood – serie TV, 34 episodi (2004-2006)
- 24 – serie TV, 14 episodi (2007)
- 24: Redemption, regia di Jon Cassar – film TV (2008)
- Hatfields & McCoys, regia di Kevin Reynolds – miniserie TV (2012)
- Nashville – serie TV, 26 episodi (2012-2014)
- Agents of S.H.I.E.L.D. – serie TV, 11 episodi (2015-2016)

## Doppiaggio
- Lex Luthor in Justice League e Superman: Brainiac Attacks
- George T. Edison in Edison and Leo
- Sunder in Ben 10: Alien Force e Ben 10: Ultimate Alien
- Dead Justice in Scooby-Doo! Mystery Incorporated
- Leslie Hunt in The Looney Tunes Show

## Doppiatori italiani
Nelle versioni in italiano delle opere in cui ha recitato, Powers Boothe è stato doppiato da:
- Michele Gammino in U-Turn - Inversione di marcia, Furtive seduzioni, Blue Sky, Nashville
- Saverio Moriones in Ricercati: ufficialmente morti, La foresta di smeraldo, Hatfields & McCoys
- Domenico Maugeri in Frailty - Nessuno è al sicuro, The Avengers
- Massimo Corvo in Men of Honor - L'onore degli uomini, 24
- Luciano De Ambrosis in Tombstone, Agents of S.H.I.E.L.D.
- Carlo Sabatini in Sin City, Sin City - Una donna per cui uccidere
- Renzo Stacchi in Philip Marlowe: detective privato
- Antonio Colonnello ne Il nido dell'aquila
- Massimo De Ambrosis in Giovanna d'Arco
- Gioacchino Maniscalco in A rischio della vita
- Enrico Di Troia in True Women
- Gino La Monica in Alba Rossa
- Alessandro Rossi ne Gli intrighi del potere
- Sergio Di Giulio in L'uomo dal doppio passato
- Paolo Buglioni in 24: Redemption
- Sergio Di Stefano in Attila, l'unno
- Romano Malaspina in Deadwood (st. 1-2)
- Massimo Lopez in Deadwood (st. 3)
- Paolo Marchese in MacGruber
- Massimo Milazzo in La truffa perfetta

## Premi e riconoscimenti
- Primetime Emmy Awards
  - 1980 - Migliore attore protagonista in una miniserie o film - La tragedia della Guyana (Guyana Tragedy: The Story of Jim Jones)